# Acide docosahexaénoïque
Pour les articles homonymes, voir DHA.
L'acide docosahexaénoïque ou DHA (acronyme de l'anglais DocosaHexaenoic Acid) est un acide gras polyinsaturé oméga-3 de formule C22H32O2 (acide tout-cis-Δ4,7,10,13,16,19 22:6). Les micro-algues ainsi que les bactéries qui synthétisent le DHA sont le point de départ de ce nutriment pour la chaîne alimentaire marine. Certains animaux terrestres sont capables de synthétiser le DHA, comme l'espèce humaine, à partir de l'acide eicosapentaénoïque, lequel est synthétisé à partir de l'acide α-linolénique. Certains superprédateurs comme le lion semblent complètement dépourvus de l'activité enzymatique des désaturases qui permettent de le fabriquer. C'est un constituant essentiel des membranes cellulaires de nombreux organismes, des bactéries jusqu'aux animaux supérieurs. C'est l'oméga-3 le plus abondant dans le cerveau (notamment le cortex cérébral), et la rétine. Il intervient dans pratiquement tous les organes, dont le cœur et les vaisseaux sanguins.
Historiquement, le DHA a été nommé acide cervonique, car il a été découvert dans le cerveau.

## Rôle du DHA dans les membranes cellulaires
Le DHA, ainsi que l'EPA, semblent assurer des fonctions comparables dans les structures membranaires aussi bien chez des bactéries que chez les organismes supérieurs. Le DHA permet une fluidité élevée de la bicouche lipidique, favorisant ainsi les échanges ioniques et le transfert d'électrons dans les réactions bioénergétiques associées. Ces échanges ioniques sont particulièrement cruciaux en milieu aquatique, où l'on rencontre les organismes les plus riches en DHA.

## DHA et développement
En raison de son rôle membranaire, le DHA est particulièrement essentiel pendant les premiers stades du développement. Chez la femme enceinte, la supplémentation en DHA semble prévenir l'accouchement prématuré. Le lait maternel contient du DHA ainsi que de l'acide arachidonique, tous deux essentiels pour le développement du cerveau et des autres organes chez le nouveau-né. Ce besoin ne se limite pas aux mammifères, et le développement des os des vertébrés est également dépendant de l'apport nutritionnel en DHA, qui semble stimuler la formation des ostéoblastes et inhiber la maturation des ostéoclastes dans le tissu osseux, ainsi que l'absorption des ions calcium Ca2+ au niveau de l'intestin grêle. Des invertébrés marins, par exemple la Seiche commune, ont besoin de se procurer du DHA en s'alimentant très tôt après l'éclosion. Cette nécessité d'une alimentation exogène à un stade précoce a permis de montrer que le besoin en DHA varie au cours du développement. Ainsi chez un poisson plat, Pseudopleuronectes hersensteini, un apport trop important en DHA entraîne une forte mortalité au cours de la phase de première alimentation, alors que la quantité nécessaire est multipliée par quatre pendant la métamorphose.

## Rôle du DHA dans les organes
Chez les humains, le DHA est produit principalement par le foie à partir de l'acide α-linolénique (ALA),,,,, (les sources d'ALA les plus riches parmi les produits courants sont les huiles de lin, de noix, de colza et de soja, ainsi que le germe de blé). La synthèse de DHA augmente lorsque des apports alimentaires sont faibles, pourvu qu'une source du précurseur ALA soit assurée. Les diététiciens du Canada considèrent toutefois que la conversion de l'ALA en EPA et DHA est « très limitée ». Le DHA n'est donc pas considéré comme un nutriment essentiel, mais comme « conditionnellement indispensable ». Il occupe une place importante au niveau des tissus excitables, notamment le cerveau (en particulier les neurones, leurs axones et synapses, les terminaisons nerveuses) et le cœur, mais il intervient dans tous les organes, à des degrés divers. 

### Cerveau
Le DHA tient une place prépondérante au sein du cerveau, qui est l'organe le plus riche en lipides du corps des mammifères, juste après le tissu adipeux. Son rôle, principal et quantitatif, est de participer à la structure (et donc à l'identité et à la fonction) des membranes biologiques : celles des neurones, de leurs axones et de leurs terminaisons nerveuses, mais aussi des autres types cellulaires, notamment les oligodendrocytes (en particulier la gaine de myéline entourant les axones et dendrites) et les astrocytes. Le DHA est intégré dans des lipides complexes : les phospholipides. Environ le tiers de la structure lipidique du cerveau est constituée d'acides gras oméga-3 (DHA presque exclusivement) et oméga-6 (acide arachidonique).
Une multitude d’expériences conduites sur les animaux en développement (des petits mammifères aux primates) montrèrent que la restriction alimentaire en oméga-3 perturbe finement, mais plus ou moins définitivement, la composition (chimique) et la structure (physique) des membranes biologiques (des neurones et des autres cellules cérébrales). Elle altère leur fluidité et les activités enzymatiques (ainsi que celles de reconnaissance, de transport, etc). Elle rend le cerveau plus sensible aux neurotoxiques, perturbe le fonctionnement de la rétine (donc la vision), de l’oreille interne (donc l’audition), trouble un certain nombre de comportements, de performances d’apprentissage. Tout cela fut ultérieurement confirmé, à diverses occasions particulières, par les cliniciens pédiatres,  sur les plans fonctionnels (vision, apprentissage, fonctions cognitives), biochimiques et physiologiques,. Par ailleurs, chez des souris transgéniques modélisant la maladie d'Alzheimer, l'apport de DHA en forte concentration permet la diminution de marqueurs pathologiques de la maladie.
Ainsi, dans l'espèce humaine, la consommation d’acides gras oméga-3 (issus des poissons) pendant la grossesse de la mère, non seulement améliore sa santé (prévient la prématurité, le risque d’éclampsie, la dépression périnatale), mais assure aussi un meilleur développement neurologique et comportemental du nourrisson ; puis, plus tard, entre autres, améliore le quotient intellectuel de l’enfant (une faible consommation de poissons par la mère pendant la grossesse induit un risque plus grand que l’enfant présente un Q.I. bas). Les recommandations françaises de l'ANSES d'apport en DHA pour la femme enceinte et allaitante sont passées en 2010 de 125 mg/jour à 250 mg/jour.
La consommation d'acides gras oméga-3 pourrait réduire de près de 50 % le risque de maladie d'Alzheimer, sur une population donnée observée pendant un temps déterminé, (au minimum donc, ils retardent l'apparition de la maladie). Dans le domaine de la psychiatrie, l'incidence des oméga-3 a largement commencé à faire ses preuves face à la dépression majeure (telle que définie par les psychiatres, à ne pas confondre avec la régulation de l'humeur), comme face à d'autres pathologies psychiatriques, notamment le trouble bipolaire, la schizophrénie (permettant, par exemple une réduction de la médication) ou la démence. Toutefois le recul est encore insuffisant pour conclure définitivement, que ce soit au niveau clinique ou moléculaire.
Au cours du vieillissement, des études récentes ont montré qu'un renouvellement imparfait des membranes biologiques pourrait accélérer la perte de fonctions cognitives, voire conduire à une moindre longévité.

### Rétine
La rétine, partie du système nerveux, contient d'importantes quantités de DHA. Quantitativement, son importance est attestée par le fait que dans l'œil, la rétine est principalement constituée de cônes et de bâtonnets. Chacun contient 1 000 disques, individuellement formés de 80 000 pigments visuels, chaque pigment est entouré de 60 molécules de phospholipides, elles-mêmes constituées pour 60 % de DHA. Des études en cours montrent l'intérêt du DHA en prévention de la dégénérescence maculaire liée à l'âge (DMLA), première cause de perte de vision et de cécité chez les adultes.

### Système cardiovasculaire
L'intérêt des acides gras oméga-3 dans la prévention de l'infarctus du myocarde a débuté par l'observation de la quasi-absence de cette pathologie chez les Esquimaux et les Inuits (dont la consommation journalière est de 10 g d'oméga-3, principalement DHA et EPA). À la suite, d'une part d’observations sur des modèles animaux ; et d’autre part d'études épidémiologiques, écologiques, d'observation et d'intervention, l’huile de poisson (en capsules) a constitué pendant longtemps, et jusqu’à fin 2015, un médicament remboursé par la Sécurité sociale en France, au titre de la prévention secondaire de l'infarctus du cœur. En pratique alimentaire humaine courante, chaque portion supplémentaire de 20 g de poisson gras par jour en moyenne (chez les petits consommateurs) diminue le risque cardio-vasculaire de 7 %. Les oméga-3, et plus particulièrement le DHA, chez les modèles animaux comme chez l'homme, agissent sur la régulation du rythme cardiaque (réduisant le risque de mort subite), mais aussi sur les vaisseaux sanguins et leurs contenus, à de multiples niveaux : réduction des triglycérides, de l'inflammation, de la coagulation, de la pression artérielle (par augmentation de la souplesse des artères) amélioration de l'élasticité des globules rouges (ou érythrocytes), d'où une meilleure oxygénation des organes, dont le cerveau.

### Contrôle de l'inflammation
Plusieurs dérivés du DHA, présentant une activité anti-inflammatoire (protectines et résolvines), ont été récemment découverts. Contrebalançant les oméga-6, leurs actions anti-inflammatoires rendent les oméga-3 potentiellement intéressants vis-à-vis de multiples pathologies (chez les mammifères et chez  l'homme) incluant une composante inflammatoire : cardiovasculaires évidemment, mais aussi ostéoarticulaires, intestinales, dermatologiques, et même dégénératives (maladie d'Alzheimer) ; voire rénales, pulmonaires chroniques inflammatoires, éventuellement ostéoporose. Mais leurs effets ne sont pas encore parfaitement probants, d'autant que les travaux sont encore insuffisamment nombreux pour permettre de conclure, au contraire de ce qui a été montré dans le domaine cardiovasculaire. De nombreuses études cliniques sont en cours chez l'homme, mais il faut encore attendre pour connaître leurs résultats.
Incidemment, le DHA a persisté pendant les 600 millions d'années d'évolution des génomes, et demeure sélectionné de façon prépondérante pour les membranes du cerveau et des yeux, chez tous les animaux.

## Présence dans les aliments
Le DHA se trouve en grandes quantités dans la chair des poissons et dans leurs graisses de stockage, surtout s'agissant des poissons gras.
Teneurs en DHA des trois classes de poissons et fruits de mer : gras, mi-gras et maigres :
| Hareng, saumon, sardine et maquereau                                                              | 900 à 1 500 mg/100 g |
| Lieu, flétan, thon, bar, truite                                                                   | 250 à 500 mg/100 g   |
| Truite sauvage, huître, crabe, églefin, palourde, coquille St Jacques, crevette, cabillaud, moule | 100 à 200 mg/100 g   |

Pour ce qui concerne l'alimentation humaine, il convient toutefois d'être vigilant à l'encontre des poissons d'élevage, car ceux-ci ne contiennent d'oméga-3 qu'en proportion de ceux qui leur ont été inclus dans leur alimentation[réf. nécessaire]. De ce fait, pour des motifs économiques, les teneurs en DHA des saumons d'élevage ont été divisées par 3 à 4 ces dernières années [réf. nécessaire]. Par conséquent, si cette tendance persiste, l'objectif de santé visé par leur consommation pourrait s'en trouver diminué, voire annihilé. Un effort de recherche notable a permis de résoudre en grande partie le problème posé en pisciculture par le renchérissement des huiles et farines de poisson, et il est possible de rétablir une forte teneur en DHA par un aliment de finition avant l'abattage. Le saumon d'élevage est en général moins riche en DHA que le saumon sauvage, mais, étant en moyenne significativement plus gras, en contient davantage en valeur absolue. Il existe de grandes disparités selon l'origine et les espèces de poisson.
| Poisson sauvage  | Moyenne | Écart-type |  | Poisson d'élevage | Moyenne | Écart-type |
| ---------------- | ------- | ---------- |  | ----------------- | ------- | ---------- |
| Saumon           | 641     | ± 264      |  | Saumon            | 1 030   | ± 401      |
| Maquereau        | 2 362   | ± 813      |  | Truite            | 794     | ± 465      |
| Hareng           | 947     | ± 366      |  | Poisson-chat      | 375     |            |
| Plie             | 172     | ± 89       |  | Pangasius         | 89      | ± 111      |
| Thon             | 262     | ± 266      |  | Tilapia           | 85      | ± 47       |
| Lieu de l'Alaska | 189     | ± 135      |  |                   |         |            |
| Morue            | 133     | ± 44       |  |                   |         |            |

Le DHA se trouve aussi dans les œufs de poules, à condition que les poules pondeuses aient été nourries de manière pertinente ; ainsi, l'œuf crétois contient 20 fois plus d'oméga-3 que l'œuf français standard[réf. nécessaire] (le régime crétois se définit en tant que régime méditerranéen, auquel s'ajoutent les oméga-3 en quantités notables). Le régime méditerranéen, qui concerne 21 pays répartis sur 3 continents, repose sur l'olive et l'huile d'olive, qui ne contient que très peu d'oméga-3. Alors que les oméga-3 du régime crétois, outre ceux des poissons, se trouvent largement dans le pourpier, végétal gras riche en oméga-3 (5 fois plus que la mâche), qu'il soit mangé par les humains ou par les animaux à leur tour consommés. Les animaux terrestres nourris, par exemple, avec des graines de lin ou des algues, présentent un enrichissement notable (poules pondeuses et leurs œufs) ou modéré (porcs) en oméga-3 pour ce qui concerne les monogastriques, faible chez les polygastriques, c'est-à-dire les ruminants.
Le DHA est aussi présent dans certains aliments contenant de l'huile de poisson ou de l'huile de microalgues, comme certaines margarines et laits.
La biodisponibilité du DHA est la meilleure sous sa forme native, c'est-à-dire de triglycérides (et de phospholipides), ce qui n'est pas toujours le cas dans les compléments alimentaires (où, conséquence de sa purification, il existe le plus souvent sous forme d'ester éthylique).

### OGM capable de synthétiser le DHA
La station expérimentale de Rothamsted au Royaume-Uni, a modifié génétiquement une plante, la caméline, Camelina sativa, afin de synthétiser du DHA, de l'EPA et de l'astaxanthine, un pigment caroténoïde aux propriétés antioxydantes, utilisé comme additif alimentaire dans l'élevage des poissons (il donne au saumon sa couleur rose). L'expérience de culture effectuée en 2014 est présentée par ses promoteurs comme un succès. Une nouvelle expérience de terrain pour la caméline OGM a été lancée pour l'année 2016-2017,.
La caméline est cultivée en Europe pour son huile depuis l’âge de bronze. Elle est rustique, supporte la sécheresse, consomme peu d’azote et a un bon rendement (0,75 tonne d'huile/ha),.

#### Intérêt de cet OGM
- Les sources végétales actuelles des AGPI oméga-3 (comme les graines de lin) ne produisent pas d’EPA ni de DHA, mais des chaines plus courtes d’oméga-3 comme l'acide alpha-linolénique (ALA). Or le corps humain a besoin aussi d'EPA et de DHA, n'étant pas capable de les produire efficacement à partir des ALA. Augmenter la dose d'ALA pour augmenter les chances de conversion n'est pas recommandé puisque le taux de conversion est faible[55] et un taux élevé d'ALA est soupçonné de présenter un risque accru de lésions oculaires[56],[57].
- Aucune plante connue (à part certaines algues) n’est capable de synthétiser de l'EPA ou du DHA.
- En ce qui concerne l’astaxanthine, seules quelques rares plantes sont capables d’accumuler ce pigment, généralement dans leurs fleurs. L'adonis produit ce pigment. Ses gènes ont été copiés et placés dans la caméline (les propriétés antioxydantes de cette molécule protègent les oméga-3 de l’oxydation).
- La production de ces huiles de caméline riches en oméga-3 ne nécessiterait pas de nouvelles techniques agricoles.

#### Alternative avec des algues
- La synthèse de DHA (mais également d' EPA) est notamment possible via les microalgues Diacronema lutheri ou Tisochrysis lutea[58]. Bien qu'aujourd'hui la production de microalgues à l'échelle industrielle reste relativement onéreuse, les microalgues semblent être des alternatives crédibles pour la production de DHA. D'ailleurs, la microalgue Schizochytrium est déjà utilisée dans ce but par des groupes agro-alimentaires.
- La station expérimentale de Rothamsted explore aussi cette piste et cherche des sources écologiques et durables d'EPA et de DHA à partir d'algues. Elle effectue des recherches dans les algues et les diatomées[59].

Au Canada et aux États-Unis, des recherches sont effectuées depuis plusieurs années pour modifier génétiquement le canola/colza, et deux projets concurrents (Dow Chemical et Cargill / BASF) pourraient aboutir prochainement à la mise sur le marché d'une huile de canola/colza contenant environ 3,7 % de DHA,,.

### Niveau de consommation en France
Concernant la consommation humaine de DHA, la recommandation française actuelle de l'ANSES est de 250 mg journaliers, en cohérence avec d'autres recommandations internationales. Or, en moyenne, la population française n'en consomme que la moitié. Avec des différences notables selon les âges et surtout les lieux de vie : en régions côtières, les forts consommateurs de sardines et de maquereaux (aliments offrant les protéines parmi les moins onéreuses) ne sont pas déficitaires. 
Concernant les oméga-3 à longue chaîne, les allégations autorisées par l'EFSA sont :  
Selon le JO du 16 mai 2012 : 
- DHA : « contribue au fonctionnement normal du cerveau » ;
- DHA : « contribue au maintien d'une vision normale » ;
- EPA et DHA : « contribuent à une fonction cardiaque normale ».

Puis en complément, selon le JO du 11 juin 2013 : 
- DHA : « contribue au maintien d'une concentration normale des triglycérides dans le sang » ;
- DHA et EPA : « contribuent au maintien d'une pression sanguine normale » ;
- DHA et EPA : « contribuent au maintien d'une concentration normale de triglycérides dans le sang ».

Ces autorisations ciblent donc de manière évidente les systèmes nerveux et cardiovasculaire (donc, implicitement, vasculaire cérébral). D'autres allégations sont prévisibles, concernant d'autres organes ou pathologies.

## Validation par l'Autorité européenne de régulation des allégations de santé concernant les acides docosahexaénoïques
Certaines affirmations relatives aux effets positifs du DHA sur la santé sont autorisées par l'Union européenne et peuvent donc figurer sur les produits alimentaires en contenant une quantité significative.
| Acide   | Allégations autorisées                                                                  | Conditions requises                                                                      | Bénéfices sur la santé               | Règlement                        |
| ------- | --------------------------------------------------------------------------------------- | ---------------------------------------------------------------------------------------- | ------------------------------------ | -------------------------------- |
| DHA     | Contribue à l'entretien d'un fonctionnement normal du cerveau                           | Apport de 250 mg de DHA                                                                  | Entretien neuronal                   | (EU) no 432/2012 du 16/05/2012   |
| DHA     | Contribue à l'entretien d'une vision normale                                            | Apport de 250 mg de DHA                                                                  | Entretien de la vision               | (EU) no 432/2012 du 16/05/2012   |
| EPA/DHA | Contribuent au fonctionnement normal du cœur                                            | Apport de 250 mg de DHA                                                                  | Entretien de la circulation sanguine | (EU) no 432/2012 du 16/05/2012   |
| DHA     | Contribue au maintien d'une concentration normale de triglycérides dans le sang         | Consommation quotidienne de 2 g de DHA (contenant du DHA associé à de l'EPA)             | Régulation des triglycérides         | (EU) no 536/2013 du 11 juin 2013 |
| DHA/EPA | Contribuent au maintien d'une pression sanguine normale                                 | Consommation quotidienne de 3 g de DHA (contenant du DHA associé à de l'EPA)             | Entretien de la circulation sanguine | (EU) no 536/2013 du 11 juin 2013 |
| DHA/EPA | Contribuent au maintien d'une concentration normale de triglycérides dans le sang       | Consommation quotidienne de 2 g de DHA et EPA                                            | Régulation des triglycérides         | (EU) no 536/2013 du 11 juin 2013 |
| DHA     | Contribue au développement du cerveau, du fœtus et des nouveau-nés allaités au sein     | Apport quotidien à la mère de 200 mg (+ apports recommandés en oméga-3 contenant du DHA) | Développement neuronal               | (EU) no 440/2011 du 16/05/2012   |
| DHA     | Contribue au développement normal de la vision des enfants de moins de 1 an             | Apport de 100 mg de DHA                                                                  | Développement de la vision           | (EU) no 440/2011 du 06/05/2011   |
| DHA     | Contribue au développement normal de l'œil du fœtus et des nouveau-nés allaités au sein | Apport quotidien à la mère de 200 mg (+ apports recommandés en oméga-3 contenant du DHA) | Développement neuronal               | (EU) no 440/2011 du 16/05/2012   |